# Перес-Рольдан, Гильермо
Гильермо Перес Рольдан (исп. Guillermo Pérez Roldán; род. 20 октября 1969, Тандиль) — аргентинский профессиональный теннисист и теннисный тренер, специалист по игре на грунтовых кортах. Победитель 9 турниров Гран-при и ATP в одиночном разряде, победитель Открытого чемпионата Франции среди юношей в одиночном (1986, 1987) и парном (1986) разрядах, игрок сборной Аргентины в Кубке Дэвиса, финалист командного Кубка мира (1989).

## Игровая карьера
Гильермо Перес-Рольдан впервые взял в руки теннисную ракетку в четыре года. Его отец Рауль стал его тренером, а позже мальчик даже бросил школу, чтобы полностью посвятить себя теннису. В десятилетнем возрасте Перес-Рольдан завоевал титул чемпиона Аргентины по теннису среди мальчиков младшей возрастной категории, а в 1980 году стал чемпионом Южной Америки в этой категории. Он повторил этот успех в следующей возрастной категории соответственно в 1981 и 1982 годах, в 1983 году выиграл чемпионат Аргентины среди кадет, а в 1984 году — среди юниоров. В 1985 году Перес-Рольдан в составе сборной Аргентины участвовал в командном турнире Sunshine Cup (известном как юниорский Кубок Дэвиса) и пробился в полуфинал престижного юношеского турнира Orange Bowl. В этом же году он провёл свои первые матчи в профессиональных теннисных турнирах, хотя официально статус профессионала получил только в следующем сезоне.
В 1986 и 1987 годах Перес-Рольдан дважды подряд выигрывал Открытый чемпионат Франции в одиночном разряде среди юношей, в 1986 году став также победителем этого турнира в парном разряде среди юношей. В профессиональном теннисе аргентинец в 1986 году стал победителем в 15 турнирах «сателлитной» серии во Франции. Во второй половине сезона он нанёс первое в карьере поражение сопернику из первой десятки рейтинга ATP (Ассоциации теннисистов-профессионалов) — Микаэлю Пернфорсу, дважды побывал в полуфинале турниров основного тура Гран-при — сначала в Италии, а затем у себя на родине — и окончил год на 109-м месте в рейтинге.
В мае 1987 года Перес-Рольдан, которому было 17 с половиной лет, выиграл турнир в Мюнхене, став на тот момент вторым в списке самых молодых теннисистов, которым удавалось победить в турнирах Гран-при. До конца года он успел завоевать ещё два титула на турнирах Гран-при, в том числе выиграв Открытый чемпионат Аргентины в Буэнос-Айресе. В числе обыгранных им соперников были игроки первой двадцатки рейтинга — соотечественник Мартин Хайте в Открытом чемпионате Нидерландов и эквадорец Андрес Гомес в Барселоне. На следующий год аргентинец дебютировал в составе сборной Аргентины в Кубке Дэвиса и помог ей дойти до финала I Американской группы, где в пяти сетах уступил Джону Макинрою. За сезон он пять раз играл в финалах турниров Гран-при (хотя завоевал только один титул), а также стал четвертьфиналистом взрослого Открытого чемпионата Франции после победы над второй ракеткой мира Стефаном Эдбергом. В финале Открытого чемпионата Италии он уступил первой ракетке мира Ивану Лендлу в пятисетовом поединке. К сентябрю Перес-Рольдан достиг в рейтинге 13-го места — высшего в своей карьере. Кроме того, он дважды доходил до финалов турниров Гран-при в парном разряде и окончил год в числе ста лучших парных игроков мира.
1989 год был ознаменован для Переса-Рольдана пятым титулом на турнирах Гран-при в одиночном разряде, а также выходом со сборной Аргентины в финал командного Кубка мира в Дюссельдорфе. Он внёс вклад в победы сборной над командами Чехословакии и Австралии, обыграв соответственно олимпийского чемпиона Милослава Мечиржа и Даррена Кэхилла, но в финале не смог противостоять занимавшему второе место в рейтинге Борису Беккеру. За 1990 год Перес-Рольдан четырежды играл в финалах основного теннисного тура, теперь носившего название Международного тура ATP и окончил сезон на 14-м месте в рейтинге. Этот год стал третьим подряд в карьере аргентинца, принесшим ему более 300 тысяч долларов призовых.
За следующие три сезона Перес-Рольдан участвовал в пяти финалах турниров Международного тура АТР, завоевав ещё три титула (два из них в Марокко и один в Сан-Марино). В 1993 году, после победы над командой Мексики, он играл с аргентинской сборной в переходном матче Мировой группы Кубка Дэвиса, но проиграл свою встречу венгру Шандору Носаю. В общей сложности Перес-Рольдан шесть лет подряд завершал сезон в числе 50 лучших теннисистов мира, покинув Top-50 только в 1993 году. После сентября 1993 года он более двух лет не участвовал в профессиональных турнирах из-за травмы кисти, вернувшись на корт только в мае 1996 года. Однако и этот сезон он закончил уже в сентябре, поскольку к старой травме добавились проблемы с мениском Этот второй уход поставил окончательную точку в его карьере, хотя аргентинец ещё дважды возвращался на корт в отдельных турнирах невысокого уровня в 1998 и 2004 годах.

## Стиль игры
Гильермо Перес-Рольдан был специалистом игры на грунтовых кортах. Всех своих основных успехов (9 побед и 11 финалов основного теннисного тура) он достиг именно на этом покрытии. Из 378 матчей, в общей сложности сыгранных им в профессиональном туре, 354 приходятся на грунтовые корты, причём в турнирах ATP Challenger он вообще ни разу не играл на других покрытиях. Свой лучший результат в турнирах Большого шлема за пределами Открытого чемпионата Франции, играющегося на грунте, Перес-Рольдан показал в 1988 году в Открытом чемпионате США, где вышел в третий круг, однако до этого его баланс встреч на хардовых кортах был 0-4. В двух других турнирах Большого шлема он не участвовал ни разу за карьеру.

## Место в рейтинге в конце сезона
| Сезон            | 1986 | 1987 | 1988 | 1989 | 1990 | 1991 | 1992 | 1993 |
| ---------------- | ---- | ---- | ---- | ---- | ---- | ---- | ---- | ---- |
| Одиночный разряд | 109  | 19   | 18   | 32   | 14   | 40   | 50   | 82   |
| Парный разряд    | 473  | 569  | 96   | 130  | 137  | 251  | 254  |      |

## Финалы турниров Гран-при и ATP
| Легенда                       |
| ----------------------------- |
| Большой шлем (0)              |
| АТР Championship Series (2/0) |
| АТР World (7/0)               |
| Гран-при (11/3)               |

### Одиночный разряд (9-11)
| Результат | №   | Дата             | Турнир                                     | Покрытие | Соперник в финале | Счёт в финале           |
| --------- | --- | ---------------- | ------------------------------------------ | -------- | ----------------- | ----------------------- |
| Победа    | 1.  | 10 мая 1987      | Мюнхен, ФРГ                                | Грунт    | Мариан Вайда      | 6-3, 7-6                |
| Победа    | 2.  | 21 июня 1987     | Афины, Греция                              | Грунт    | Торе Майнеке      | 6-2, 6-3                |
| Поражение | 1.  | 2 августа 1987   | Открытый чемпионат Нидерландов, Хилверсюм  | Грунт    | Милослав Мечирж   | 4-6, 6-1, 3-6, 2-6      |
| Победа    | 3.  | 22 ноября 1987   | Открытый чемпионат Аргентины, Буэнос-Айрес | Грунт    | Джей Бергер       | 3-2 отказ               |
| Победа    | 4.  | 8 мая 1988       | Мюнхен (2)                                 | Грунт    | Юнас Свенссон     | 7-5, 6-3                |
| Поражение | 2.  | 15 мая 1988      | Открытый чемпионат Италии, Рим             | Грунт    | Иван Лендл        | 6-2, 4-6, 2-6, 6-4, 4-6 |
| Поражение | 3.  | 31 июля 1988     | Открытый чемпионат Нидерландов             | Грунт    | Эмилио Санчес     | 3-6, 1-6, 6-3, 3-6      |
| Поражение | 4.  | 14 августа 1988  | Прага, ЧССР                                | Грунт    | Томас Мустер      | 4-6, 7-5, 2-6           |
| Поражение | 5.  | 13 ноября 1988   | Открытый чемпионат Аргентины               | Грунт    | Хавьер Санчес     | 2-6, 6-7                |
| Поражение | 6.  | 17 сентября 1989 | Женева, Швейцария                          | Грунт    | Марк Россе        | 4-6, 5-7                |
| Победа    | 5.  | 1 октября 1989   | Палермо, Италия                            | Грунт    | Паоло Кане        | 6-1, 6-4                |
| Поражение | 7.  | 11 марта 1990    | Касабланка, Марокко                        | Грунт    | Томас Мустер      | 1-6, 7-6, 2-6           |
| Поражение | 8.  | 9 April 1990     | Барселона, Испания                         | Грунт    | Андрес Гомес      | 0-6, 6-7, 6-3, 6-0, 2-6 |
| Поражение | 9.  | 22 июля 1990     | Штутгарт, Германия                         | Грунт    | Горан Иванишевич  | 7-6, 1-6, 4-6, 6-7      |
| Победа    | 6.  | 26 августа 1990  | Сан-Марино                                 | Грунт    | Омар Кампорезе    | 6-3, 6-3                |
| Поражение | 10. | 5 мая 1991       | Мюнхен                                     | Грунт    | Магнус Густафссон | 6-3, 3-6, 3-4 отказ     |
| Победа    | 7.  | 4 августа 1991   | Сан-Марино (2)                             | Грунт    | Фредерик Фонтан   | 6-3, 6-1                |
| Победа    | 8.  | 22 марта 1992    | Касабланка                                 | Грунт    | Херман Лопес      | 2-6, 7-5, 6-3           |
| Поражение | 11. | 21 июня 1992     | Генуя, Италия                              | Грунт    | Андрей Медведев   | 3-6, 4-6                |
| Победа    | 9.  | 21 марта 1993    | Касабланка (2)                             | Грунт    | Юнес Эль-Айнауи   | 6-4, 6-3                |

### Парный разряд (0-3)
| Результат | №  | Дата             | Турнир                                    | Покрытие | Партнёр           | Соперники в финале            | Счёт в финале |
| --------- | -- | ---------------- | ----------------------------------------- | -------- | ----------------- | ----------------------------- | ------------- |
| Поражение | 1. | 31 июля 1988     | Открытый чемпионат Нидерландов, Хилверсюм | Грунт    | Магнус Густафссон | Серхио Касаль Эмилио Санчес   | 6-7, 3-6      |
| Поражение | 2. | 25 сентября 1988 | Женева, Швейцария                         | Грунт    | Густаво Луса      | Мансур Бахрами Томаш Шмид     | 4-6, 3-6      |
| Поражение | 2. | 17 сентября 1989 | Женева                                    | Грунт    | Мансур Бахрами    | Андрес Гомес Альберто Мансини | 3-6, 5-7      |

### Командные турниры (0-1)
| Результат | Год  | Турнир                  | Покрытие | Команда                                           | Соперники в финале                   | Счёт |
| --------- | ---- | ----------------------- | -------- | ------------------------------------------------- | ------------------------------------ | ---- |
| Поражение | 1989 | Кубок мира, Дюссельдорф | Грунт    | Аргентина: · Г. Перес-Рольдан, Х. Франа, М. Хайте | ФРГ: Б. Беккер, Э. Елен, К.-У. Штееб | 1:2  |

## Дальнейшая карьера
После раннего завершения игровой карьеры Гильермо Перес-Рольдан стал теннисным тренером. Он тренировал, среди прочих, аргентинских игроков Мариано Пуэрту, Мартина Вассальо Аргуэльо, Мариано Сабалету и Агустина Кальери. В 1994—1995 годах Перес-Рольдан был директором Национальной детской теннисной школы, позже стал спортивным директором центра Geovillage в итальянской Ольбии , а затем открыл собственную теннисную академию в Сантьяго (Чили).